# Elve Fortis de Hieronymis
Elve Fortis de Hieronymis (Cittaducale, 17 gennaio 1920 – Novara, 8 marzo 1992) è stata un'artista e scrittrice italiana.

## Carriera
Elve Fortís de Híeronymis, nata a Cittaducale (RT) nel 1920, è una figura fondamentale nel mondo del libro per l’infanzia e dell’educazione artistica. Docente di disegno e storia dell’arte nei licei, dal 1967 si è dedicata alla progettazione ed illustrazione di libri per l’infanzia, libri gioco, libri animati con illustrazioni cartotecniche e giochi didattici. Si è imposta anche come abile scrittrice di racconti e filastrocche illustrate per bambini ed ha collaborato a periodici e riviste (tra le quali il «Corriere dei Piccoli») ed alla realizzazione di programmi televisivi per l’infanzia collaborando con “Tv dei ragazzi” della Rai Radiotelevisione Italiana. Ha  favorito così in modo determinante la nascita in Italia, insieme con Bruno Munari e Emanuele Luzzati, di una nuova concezione di libri per ragazzi, ponendo i presupposti di un percorso basato sulla creatività, sulla manipolazione e sul gioco educativo.
Ha ricevuto numerosi consensi dalla critica e prestigiosi riconoscimenti e premi in Italia e all’estero tra i quali:-selezione per il Premio Grafico alla VI Fiera Internazionale del Libro per l’Infanzia e la Gioventù di Bologna (1969) e invito alla Biennale di Bratislava-BIB 6J/69 per il libro Chicco Nero; selezione per la mostra degli Illustratori alla Fiera del Libro per Ragazzi di Bologna nel 1984 e nel 1986; primo premio al V Concorso Nazionale di Letteratura per l’Infanzia della Città di Bitritto (BA) per il libro I viaggi di Giac nel 1991. È morta a Novara nel 1992.

## Opere (parziale)
- La tiritera del buon dì, SEI, Torino, 1967
- La storia della preistoria, SEI, Torino, 1967
- Chicco nero, ivi, 1978, Albertino, SEI, Torino, 1971
- Pic Le Herrdon (con M. Manfredi), Sagedition, Parigi, 1972
- Quel temps fait-il, Sagedition, Parigi, 1972
- Al di là del bosco…, Einaudi, Torino, 1973
- Giochi di prestigio, Einaudi, Torino, 1974
- Così’ per gioco, Einaudi, Torino,1979: nuova ed. Interlinea, Novara, 2006
- Una sera al circo, La Coccinella, Varese, 1981
- Cappaccetto rosso, La Coccinella, Varese, 1984
- In riva al mare, La Coccinella, Varese, 1985
- Giochiamo a rimpiattino, La Coccinella, Varese, 1985
- Gira, gira, la giraffa, Giunti Marzocco, Firenze, 1986
- Chilosaperché, La Scuola, Brescia, 1986
- La settimatta, La Coccinella, Varese, 1987
- Gira la giostra, La Coccinella, Varese, 1987
- I viaggi di Giac, Einaudi, Torino, 1989: nuova ed. Interlinea, Novara, 2019
- Gioca la storia (con A. Lavatelli), Mondadori, Milano, 1990
- Cappuccetto di carta, La Coccinella, Varese, 1991
- È arrivato un bastimento (con A. Lavatelli), Mondadori,  Milano, 1992
- Pinocchio di carta, La Coccinella, Varese,1992
- Il fantasma in biblioteca, Interlinea, Novara, 1995
- Che tempo fa?, Interlinea, Novara, 2003
- Riccetto, Interlinea, Novara, 2005